# Храм Казанской иконы Пресвятой Богородицы (Безводное)
Храм Казанской иконы Пресвятой Богородицы (Казанская церковь) — старообрядческий православный храм в селе Безводное Кстовского района Нижегородской области. Относится к Нижегородско-Владимирской епархии Русской православной старообрядческой церкви. Памятник архитектуры регионального значения.

## История
В 1881—1883 годах в Безводном образовалась крупная община старообрядцев белокриницкого (австрийского) согласия. Вскоре ей удалось собрать достаточную сумму для строительства храма, тем более что 15 тысяч рублей пожертвовал купец Устин Курбатов, хотя сам был беспоповцем. Возведение старообрядческих храмов было делом нелегальным, но старообрядцам удалось получить устное разрешение нижегородского губернатора Николая Михайловича Баранова. Чтобы не провоцировать власти, храм строили под видом проволочной фабрики, которая действительно функционировала, поэтому внешне он ничем не напоминал церковное строение. Строительство вёл местный крестьянин Кренделев.
При храме устроили скит, активно занимавшийся распространением старообрядчества. В скиту действовала подпольная типография, в которой издавали старообрядческую литературу, а также гектографическая мастерская. В выходных данных безводнинских изданий указывалась типография в Яссах. Одним из жителей этого скита был священноинок Арсений (Швецов).
В 1906 году Безводнинская старообрядческая община получила государственную регистрацию. На момент легализации в общине было 273 прихожанина, а настоятелем храм был отец Никола Иосифович Волжанкин. Вскоре началось внешнее благоустройство храма: надстроены купола и колокольня. К 1912 году численность общины достигла 400 человек.
В 1929 году храм закрыли. Купола и колокольня были снесены, а священнослужители расстреляны. Здание сначала использовали как склад, а затем переоборудовали в Дом культуры. К концу 1990-х Дом культуры закрыли по причине аварийного состояния здания.
Восстановление храма началось в мае 2009 года. 30 августа 2009 года ко храму рукоположен иерей Алексий Антюшин. Освящение восстановленного храма в июне 2011 года совершил митрополит Корнилий (Титов). В 2013 году освящён придел во имя святителя Арсения Уральского.

## Духовенство
- Настоятель храма — иерей Алексей Антюшин[2].